# 前西和成
前西 和成（まえにし かずなり 1967年 - ）は、日本のテレビ演出家・プロデューサー。讀賣テレビ放送 制作局ドラマ制作部長を経て、制作局エグゼクティブ・エキスパート。映像・演劇制作ユニット「パノラマ党」主催。

## 来歴・人物
兵庫県宝塚市の出身で、1985年に大阪大学文学部へ入学。大学時代には映画研究部で8ミリ映画を制作し、ぴあフィルムフェスティバルの関西セレクションに選ばれ上映された。大学卒業後に読売テレビ放送へ入社。主にバラエティ番組の演出や、ドラマのプロデューサーを務める。グループ会社のytv Nextryが誕生した時には出向し、制作部長を務めていた。
テレビ番組以外では、上田信彦（構成作家）や村田元（毎日放送）などと共に「パノラマ党」を結成し、自主映画や小劇場の公演を行う。演劇公演の際には、フライヤーに作家の綾辻行人 や有栖川有栖 からコメントが寄せられた。また、音楽家の和田俊輔と新良エツ子が結成した妄想ミュージカル楽団「てらりすと」では、妄想ミュージカル公演の原作・プロデュースや、MVの制作を行っていた。

## 主なテレビ番組

### ドラマ
- 真冬の夜のミステリー（1994） 監督
- 闇の謝肉祭 〜四聖獣殺人事件〜（1997） 監督
- ナイトホスピタル〜病気は眠らない〜（2002） 演出・AP
- 伝説のマダム（2003） プロデューサー
- 乱歩R（2004） プロデューサー
- 恋がヘタでも生きてます（2017） チーフプロデューサー
- 脳にスマホが埋められた!（2017） チーフプロデューサー
- 眠れぬ真珠〜まだ恋してもいですか？〜（2017） チーフプロデューサー
- ラブリラン（2018） チーフプロデューサー
- 探偵が早すぎる（2018） チーフプロデューサー
- 人生が楽しくなる幸せの法則（2019） チーフプロデューサー
- 約束のステージ 〜時を駆けるふたりの歌〜（2019） チーフプロデューサー
- わたし旦那をシェアしてた（2019） チーフプロデューサー
- CHEAT チート〜詐欺師の皆さん、ご注意ください〜（2019） チーフプロデューサー
- 探偵が早すぎるスペシャル（2019） チーフプロデューサー
- ランチ合コン探偵 〜恋とグルメと謎解きと〜（2020） チーフプロデューサー
- おじさんはカワイイものがお好き。（2020） チーフプロデューサー
- 極主夫道（2020） チーフプロデューサー
- カラフラブル 〜ジェンダーレス男子に愛されています。〜（2021） チーフプロデューサー
- 失恋めし（2022） チーフプロデューサー
- 極主夫道 爆笑!カチコミSP（2022） チーフプロデューサー
- 彼女たちの犯罪（2023） チーフプロデューサー
- めぐる未来（2024） チーフプロデューサー
- 焼いてるふたり 〜交際0日 結婚から恋をはじめよう〜（2024） プロデューサー
- クラスメイトの女子、全員好きでした（2024） チーフプロデューサー[6]
- 恋愛禁止（2025） チーフプロデューサー

### バラエティ
- ＥＸテレビ （ディレクター）
- 紳助のサルでもわかるニュース （ディレクター）
- 山城桃源郷 （ディレクター）
- 電脳☆ＧＱバトラー!! （チーフディレクター）
- ＢＬＴ （ディレクター）
- ＲＲＲ （ディレクター）
- LIVE PAPEO 鶴＋龍 （チーフディレクター）
- ウラネタ芸能ワイド 週刊えみぃSHOW （チーフディレクター）
- 最後の晩餐 （チーフディレクター）
- 空想深夜番組どエンゼル （演出・プロデューサー）
- ムッチャDOLL箱 乙女の祈り （チーフディレクター）
- 芸能界の厳しさ教えますスペシャル  （チーフディレクターほか）
- 大阪ほんわかテレビ （デイレクター・プロデューサー）
- オモシロ好奇心☆どろんぱ!  （演出・プロデューサー）
- ホレゆけ!スタア☆大作戦  （演出）
- サプライズ 怒っとOSAKA （ディレクター）
- 思い込みは一生の恥!クイズ本当にそれでいいんですね? （プロデューサー）
- クチコミ新発見!旅ぷら （演出・プロデューサー）
- OSAKA仰天ヒストリー 諸説あり! （プロデューサー）[7]
- 独創王 （演出・プロデューサー）
- 秘密のケンミンSHOW （チーフプロデューサー）
- 上沼・高田のクギズケ! （チーフプロデューサー）
- ベストヒット歌謡祭 （舞台監督、チーフプロデューサー）
- 想像を絶するテレビ （演出・チーフプロデューサー）

## 映画・演劇

### 映画
- オムニバスムービー Ｂ（2002） 監督・プロデューサー[8]
- 増山超能力師事務所〜激情版は恋の味〜（2018） エグゼクティブ・プロデューサー
- ヤウンペを探せ!（2020） エグゼクティブ・プロデューサー
- 極主夫道 ザ・シネマ（2022） エグゼクティブ・プロデューサー[9]

### 演劇
- パノラマ党「探偵アリス」（2006） 作・演出（※作は村田元と共同）
- パノラマ党「怪人坂の少女と、少女館の怪人」（2007） 作・演出（※作は村田元と共同）
- パノラマ党「天使Ｘマキナ」（2008） 作・演出（※作は村田元と共同）
- 爆苦連名世！「科学特捜隊」（1999） 出演
- 爆苦連名世！「悪者見参!!」（2000） 出演
- 爆苦連名世！「ワンピース… -名探偵多摩五郎の最初で最後の事件簿-」（2007） 演出
- 劇団ガンダム 改メ 劇団逆襲のシャア「めぐり愛・宇宙へ！」（2009） 脚本
- てらりすと「人デナシノ唄」（2010） 原作・プロデューサー
- てらりすと「OVER OVER THE RAINBOW」（2011） 原作・プロデューサー
- てらりすと「ロミオやらジュリエットやら」（2011） 原作・プロデューサー